# Phil MacKenzie

a Compétitions nationales et continentales officielles uniquement.

b Matchs officiels uniquement.
Dernière mise à jour le 20 avril 2015.
Philip W. MacKenzie dit « Phil MacKenzie », né le 25 février 1987 à Oakville (Province de l'Ontario, Canada), est un joueur international canadien de rugby à XV évoluant au poste d'ailier ou de centre (1,85 m pour 96 kg). Il joue au sein de l'effectif des Sale Sharks en Premiership depuis 2013, ainsi qu'en équipe du Canada depuis 2008.

## Biographie
Il a obtenu sa première cape internationale le 1er novembre 2008 à l'occasion d'un match contre l'équipe du Portugal à Lisbonne.

## Statistiques en équipe nationale
- 32 sélections (25 fois titulaire, 7 fois remplaçant)
- 35 points (7 essais)
- Sélections par année : 2 en 2008, 4 en 2010, 7 en 2011, 4 en 2012, 4 en 2013, 8 en 2015, 3 en 2016

En Coupe du monde : 
- 2011 : 4 sélections (Tonga, France, Japon, Nouvelle-Zélande)
- 2015 : 2 sélections (Italie, France)

## Palmarès
- Canada
  - Finaliste de la Churchill Cup en 2010 et 2011